# Dysauxes dapravata
Dysauxes dapravata là một loài bướm đêm thuộc phân họ Arctiinae, họ Erebidae.